# Isomorfisme
In de abstracte algebra, een deelgebied van de wiskunde, is een isomorfisme of isomorfie, van het Griekse: ἴσος, isos, gelijk en μορφή, morphē, vorm, een bijectie {\displaystyle f} zodat zowel {\displaystyle f} als de inverse {\displaystyle f^{-1}} ervan homomorf zijn, dat wil zeggen, structuurbewarende afbeeldingen. 
In de categorietheorie is een isomorfisme een morfisme {\displaystyle f\colon X\to Y} in een categorie waarvoor er  een 'inverse' {\displaystyle f^{-1}\colon Y\to X} bestaat, met de eigenschap dat zowel geldt {\displaystyle f^{-1}\!f=id_{X}} als {\displaystyle ff^{-1}=id_{Y}}.
Informeel gesproken is een isomorfisme een soort van afbeelding tussen objecten die een relatie laat zien tussen twee eigenschappen of operaties. Wanneer er een isomorfisme tussen twee structuren bestaat, noemt men de twee structuren isomorf. Als men ervoor kiest om zekere details te negeren die voortvloeien uit de manier waarop de structuren zijn gedefinieerd, zijn isomorfe structuren in zekere zin structureel identiek.

## Bijzondere gevallen
Isomorfismen kunnen het gemakkelijkst worden gedefinieerd door te kijken naar concrete situaties:
- In de lineaire algebra spreekt men wel van vectorruimte-isomorfismen. Veronderstel dat {\displaystyle V} en {\displaystyle W} twee vectorruimten zijn. Een vectorruimte-isomorfisme van {\displaystyle V} naar {\displaystyle W} is dan een morfisme van vectorruimten {\displaystyle f\colon V\to W}, zo dat er een invers morfisme van vectorruimten {\displaystyle g\colon W\to V} bestaat waarvoor voldaan is aan de relaties {\displaystyle f\circ g=id_{W}} en {\displaystyle g\circ f=id_{V}}. In het bijzonder zijn de vectorruimte-isomorfismen bijectieve vectorruimte-morfismen. Indien het duidelijk is dat er met vectorruimten wordt gewerkt, spreekt men ook gewoonweg van morfismen en isomorfismen.

- In de groepentheorie spreekt men van groepsisomorfismen of isomorfismen van groepen. Een isomorfisme van de groep {\displaystyle G} naar de groep {\displaystyle H} is een morfisme van groepen {\displaystyle f\colon G\to H} zodat er een morfisme van groepen {\displaystyle g\colon H\mapsto G} bestaat met {\displaystyle f\circ g=id_{H}} en {\displaystyle g\circ f=id_{G}}.

- Twee geordende verzamelingen zijn orde-isomorf als er een bijectie is met corresponderende ordening.

- Geheel analoog kan men spreken van isomorfismen van lie-algebra's, lie-groepen, euclidische ruimten, algebra's, velden(B)/lichamen(NL), ringen, modulen, enzovoort.

## Definitie
Veronderstel dat {\displaystyle A} en {\displaystyle B} twee objecten zijn met een gelijksoortige structuur, d.w.z. het zijn beide lie-algebra's (of velden, of vectorruimten, of anders). Een isomorfisme van {\displaystyle A} naar {\displaystyle B} is dan een morfisme {\displaystyle A\to B} zodanig dat er een invers morfisme {\displaystyle B\to A} bestaat. Merk op dat het woord morfisme hier gedefinieerd is in termen van de structuur die werd uitgekozen.
Twee objecten zijn isomorf indien er een isomorfisme tussen deze objecten bestaat.

## Voorbeelden
- Een isomorfisme tussen twee metrische ruimten heet een isometrie.
- De isomorfismen tussen twee affiene euclidische ruimten zijn de isometrieën met betrekking tot de bij de affiene euclidische ruimte behorende metriek. Ze bestaan alleen bij gelijke dimensies.
- De isomorfismen tussen twee euclidische vectorruimten zijn alleen de isometrieën met de oorsprong als dekpunt. Ze bestaan alleen bij gelijke dimensies.
- Beschouw een tweedimensionale vectorruimte {\displaystyle V}. Definieer de afbeelding van {\displaystyle V} naar zichzelf die alle vectoren met een vaste factor twee vermenigvuldigt. Dan is deze afbeelding een morfisme van de vectorruimte {\displaystyle V} naar zichzelf. Het inverse morfisme is hier het morfisme dat alle vectoren door twee deelt. In het bijzonder hebben we te maken met een isomorfisme van vectorruimten. Als het echter euclidische vectorruimten zijn dan zijn ze in die hoedanigeheid niet isomorf, want daar zijn het inwendige product en de daarvan afgeleide norm onderdeel van de structuur.
- Beschouw de volgende groepen: de groep van de positieve reële getallen voorzien van de vermenigvuldiging enerzijds, en de groep van alle reële getallen voorzien van de optelling anderzijds. Dan is de logaritmische functie van de eerste groep naar de tweede groep, een isomorfisme van groepen. Het inverse morfisme is in dit geval de welbekende exponentiële functie. Bovendien zijn de twee morfismen ook continu (voor de evidente topologieën). In het bijzonder hebben we dus isomorfismen van topologische groepen.
- In de lineaire algebra is er het volgende resultaat. Twee eindigdimensionale vectorruimten zijn isomorf dan en slechts dan als hun dimensies gelijk zijn. Deze uitspraak hoeft zeker niet op te gaan voor andere objecten zoals lie-algebra's.
- In sommige theorieën is een isomorfisme niets anders dan een bijectief morfisme. Dit is bijvoorbeeld zo bij groepen en vectorruimten.
- Isomorfie van grafen